# Friedrich Ernst Morgenstern

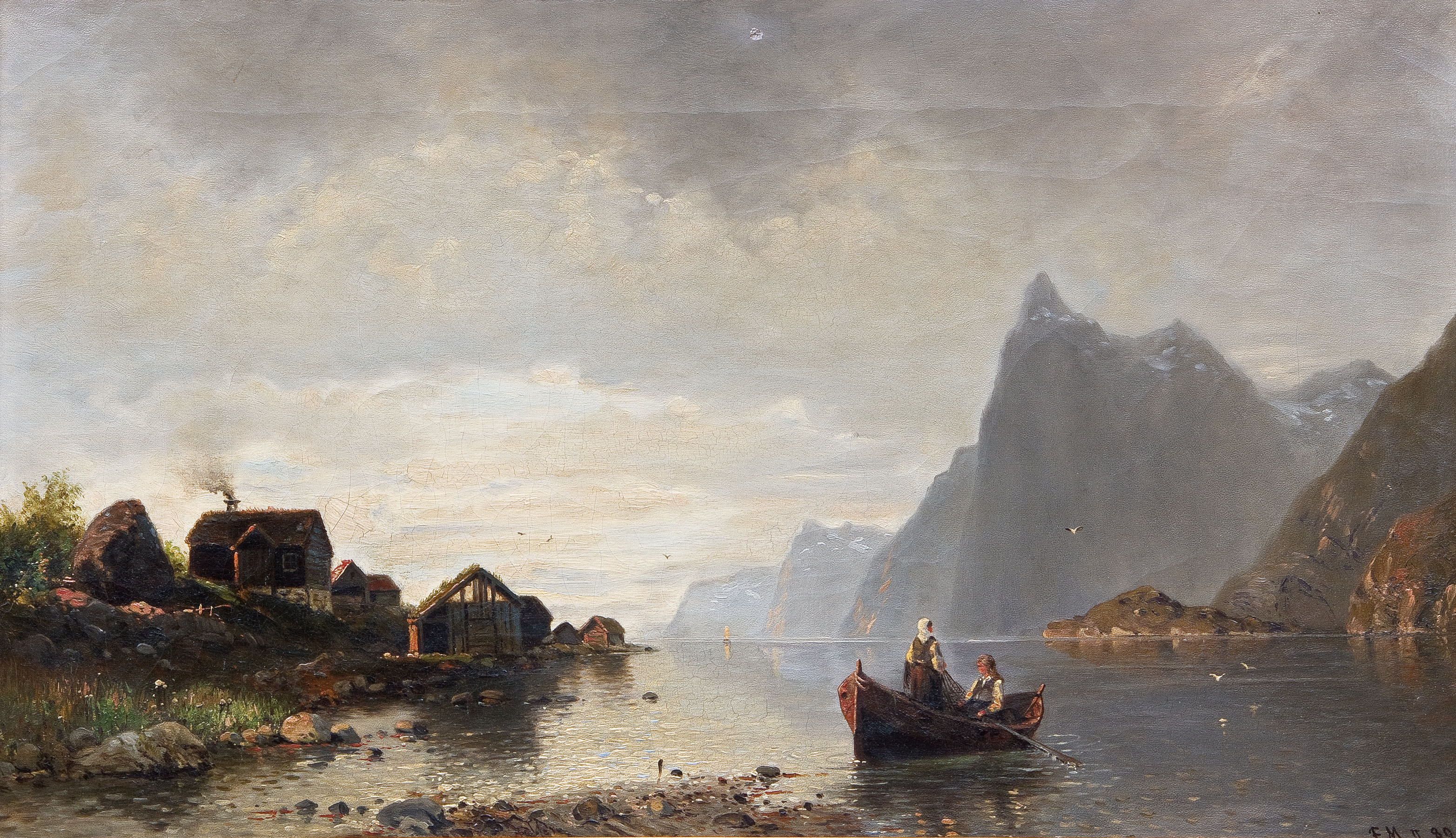
Sjölandskap i skymning av Friedrich Ernst Morgenstern (1890).

Friedrich Ernst Morgenstern, född den 17 januari 1853 i Frankfurt am Main, död där den 29 maj 1919, var en tysk målare.
Morgenstern hörde till en konstnärsfamilj, som i fem generationer utövade målarkonsten, särskilt i Frankfurt. Fadern Carl Morgenstern (1812–1893) vann sig ett namn genom italienska bilder (i Hamburgs Kunsthalle finns Fra Ariccia). Friedrich Ernst Morgenstern, som en tid studerade i Paris, odlade särskilt marinmåleriet; han verkade som professor i sin hemstad.